# Eupithecia amiralis
Eupithecia amiralis là một loài bướm đêm trong họ Geometridae.